# Juan Pablo Vaulet
Juan Pablo Vaulet (Córdoba, 22 de marzo de 1996) es un jugador de básquetbol argentino con pasaporte polaco que forma parte de la plantilla del Palencia Baloncesto de la Primera FEB. Con 2,03 de estatura, su puesto natural es de alero, pero también puede jugar de escolta. Es hermano del también jugador de baloncesto Santiago Vaulet.

## Trayectoria
En su etapa juvenil, Vaulet jugó en Parque Vélez Sarsfield, General Paz Juniors, Atenas, Unión Eléctrica e Hindú. En ese último club comenzó a jugar con el equipo mayor, consagrándose campeón de la Liga Cordobesa de Básquetbol.
En 2014 fue reclutado por Bahía Basket de la LNB. Al año siguiente empezó su etapa como profesional. En su primera temporada promedió  7.2 puntos y  4.1 rebotes en 34 encuentros.
El 25 de junio de 2015, fue elegido en la segunda ronda del Draft de la NBA de 2015 por los Charlotte Hornets. Luego fue canjeado a los Brooklyn Nets por 2 picks de segunda ronda.
No estuvo presente en el evento porque se estaba preparando para representar al seleccionado argentino U19 en el Mundial de la categoría que se jugó en Grecia.
En noviembre de 2018 se oficializó su desvinculación del Weber Bahía Estudiantes y en enero de 2019 firmó con Peñarol de Mar del Plata.
En julio de 2019 da el salto al baloncesto europeo fichando por el BAXI Manresa para las próximas dos temporadas.
En su segunda temporada con el equipo del Bages, promediaría 7.8 puntos, 4 rebotes  y 0.9 asistencias en 36 partidos disputados.
El 6 de julio de 2021, firma con el AEK de la A1 Ethniki.
El 21 de diciembre de 2021, regresa al Basquet Manresa de la Liga Endesa, hasta el final de la temporada.
El 30 de julio de 2024, firma por el Palencia Baloncesto de la Primera FEB. 

### Clubes
| Club                   | País      | Año         |
| ---------------------- | --------- | ----------- |
| Hindú                  | Argentina | 2012 - 2014 |
| Bahía Basket           | Argentina | 2014 - 2018 |
| Peñarol                | Argentina | 2019        |
| BAXI Manresa           | España    | 2019 - 2021 |
| AEK                    | Grecia    | 2021        |
| BAXI Manresa           | España    | 2022 - 2024 |
| Súper Agropal Palencia | España    | 2024 - act. |

## Selección nacional
Vaulet fue un destacado miembro de los seleccionados juveniles de baloncesto de Argentina. Con el Sub-15 se consagró campeón del Sudamericano de Asunción de 2011, y con el Sub-17 fue parte del plantel que conquistó el Sudamericano de Salto de 2013 (aunque terminó el torneo lesionado). Asimismo jugó el Mundial Sub-17 de Kaunas de 2012, y los mundiales Sub-19 de Praga 2013 y Heraclión 2015. 
En 2019 integró el seleccionado universitario argentino que compitió en la XXX Universiada, finalizando en el séptimo puesto del certamen.
Con la selección absoluta argentina comenzó a jugar en 2017. 
En el verano de 2021 fue parte del equipo nacional que participó en los Juegos Olímpicos de Tokio 2020.
En septiembre de 2022 disputó con el combinado absoluto argentino el FIBA AmeriCup de 2022, ganando el oro al derrotar al combinado brasileño en la final.